# Раунд Мејпл
Раунд Мејпл (енгл. Round Maple, изговор ) је заселак у грофовији Сафок, у југоисточној Енглеској, око 20 km западно од Ипсвича.

## Објекти од историјског значаја
У селу се налазе четири грађевине од историјског значаја:
1. , зграда из 18. или са почетка 19. века[1]
2. , приземна зграда реновирана у периоду од 17. до 18. века[2]
3. , кућа са улзом од црвене цигле[3]
4. , приземна кућа са таваном[4]